# Valseca
Valseca település Spanyolországban, Segovia tartományban. Valseca Segovia, Valverde del Majano, Hontanares de Eresma, Los Huertos, Roda de Eresma, Encinillas, Cabañas de Polendos és Bernuy de Porreros községekkel határos. Lakosainak száma 218 fő (2024).

## Népesség
A település népessége az elmúlt években az alábbi módon változott:
| Lakosok száma | 284  | 301  | 309  | 306  | 297  | 272  | 245  | 233  | 223  | 218  |
|               | 2001 | 2004 | 2007 | 2009 | 2012 | 2014 | 2017 | 2019 | 2022 | 2024 |